# Элирия
Элирия (англ. Elyria) — город в штате Огайо (США). Административный центр округа Лорейн. В 2010 году в городе проживали 54 533 человека.

## География
По данным Бюро переписи населения США Элирия имеет площадь 53,9 квадратных километра, из которых 53,28 км² занимает суша и 0,7 км² вода.

## История
Деревня Элирия была официально основана в 1817 году Геманом Илаем, который построил хижину, мельницу и дамбу на Блэк-Ривер. К 1852 году в Элирии было пять церквей, три бакалейных магазина, три мельницы, газета. В 1908 году был построен госпиталь. В 1963 году был основан общественный колледж округа Лорейн. В городе находятся производства медицинского оборудования, нагревателей, кондиционеров, пластиков, запчастей самолётов.

## Население
| Год переписи | Нас.  |  | %±    |
| ------------ | ----- |  | ----- |
| 1870         | 3038  |  | —     |
| 1880         | 4777  |  | 57,2% |
| 1890         | 5611  |  | 17,5% |
| 1900         | 8791  |  | 56,7% |
| 1910         | 14825 |  | 68,6% |
| 1920         | 20474 |  | 38,1% |
| 1930         | 25633 |  | 25,2% |
| 1940         | 25120 |  | −2%   |
| 1950         | 30307 |  | 20,6% |
| 1960         | 43782 |  | 44,5% |
| 1970         | 53427 |  | 22%   |
| 1980         | 57538 |  | 7,7%  |
| 1990         | 56746 |  | −1,4% |
| 2000         | 55953 |  | −1,4% |
| 2010         | 54533 |  | −2,5% |
| 2016         | 53883 |  | −1,2% |

По данным переписи 2010 года население Элирии составляло 54 533 человек (из них 47,8 % мужчин и 52,2 % женщин), в городе было 22 400 домашних хозяйств и 14 093 семей. Расовый состав: белые — 78,1 %, афроамериканцы — 15,5 %, азиаты — 0,8 %. 4,9 % имеют латиноамериканское происхождение.
Население города по возрастному диапазону по данным переписи 2010 года распределилось следующим образом: 24,2 % — жители младше 18 лет, 4,0 % — между 18 и 21 годами, 57,5 % — от 21 до 65 лет и 14,3 % — в возрасте 65 лет и старше. Средний возраст населения — 38,1 лет. На каждые 100 женщин в Элирии приходилось 91,6 мужчин, при этом на 100 совершеннолетних женщин приходилось уже 88,1 мужчин сопоставимого возраста.
Из 22 400 домашних хозяйств 62,9 % представляли собой семьи: 39,5 % совместно проживающих супружеских пар (14,0 % с детьми младше 18 лет); 17,8 % — женщины, проживающие без мужей и 5,6 % — мужчины, проживающие без жён. 37,1 % не имели семьи. В среднем домашнее хозяйство ведут 2,39 человека, а средний размер семьи — 2,97 человека. В одиночестве проживали 30,5 % населения, 10,5 % составляли одинокие пожилые люди (старше 65 лет).

## Экономика
В 2016 году из 42 813 человека старше 16 лет имели работу 24 465. При этом мужчины имели медианный доход в 41 094 долларов США в год против 32 655 долларов среднегодового дохода у женщин. В 2016 году медианный доход на семью оценивался в 49 652 $, на домашнее хозяйство — в 40 967 $. Доход на душу населения — 21 727 $ в год. 18,0 % от всего числа семей в Элирии и 22,2 % от всей численности населения находилось на момент переписи за чертой бедности.